# A majom szeme
A majom szeme Tóth Krisztina magyar író 2022-ben a Magvető Könyvkiadónál megjelent könyve, második regénye.
A könyvet, melynek története egy meg nem nevezett ország meg nem nevezett fővárosában játszódik, 2022 júniusában a Margó Irodalmi Fesztiválon mutatták be.

## Cselekménye
A történet egy tavaszi napon kezdődik. Az Új Egyetemen tanító középkorú nőt hetek óta követi egy különös fiú, és most a metróból feljőve hirtelen meg is szólítja: „Beszélnem kell veled. Te vagy az anyám.” A nő közli a fiúval, hogy téved, majd az esetről legközelebb beszámol dr. Kreutzernek, a pszichiáterének, – akihez már csaknem egy éve jár (15. o.) – és hozzáteszi: ez képtelenség, hiszen soha nem szült, a férjével nem is akartak gyereket. Kicsit később a fiú Albert néven a pszichiáternél is megjelenik, hogy vélt anyjáról beszéljen; az orvostól a következő hétre kap időpontot. A történet folyamán nem találkozik többet a képzelt anyjával, és így egyikük sem tudja meg az igazat. Azt csak a „rezgett valami a hangjában” című rövid fejezetből következtetheti ki az olvasó. (Mind a 43 fejezetcím kis betűvel kezdődik a könyvben).
Az egyik központi alak tehát az egyetemen tanító Gizi, más néven Giselle (az ő szövegrészei mind egyes szám első személyben íródtak). Idős férje melletti örömtelen életéből is menekülve beleszédül a pszichiáterbe, a jövendő együttélésükről szóló ígérgetésbe. A doktor naplójából azonban, amely szeretőinek sorát és beteges fantáziavilágát is rögzíti, egy egészen más ember tárul elé. A kijózanodást kísérő kétségbeesés ellenére úgy dönt, hogy nem követi a szerelmi csalódásból egykor öngyilkosságba menekült, külföldön élt nővére útját. Ehelyett feltárja az igazságot a doktor felesége, Petra előtt, ám ekkor újabb csalódások érik.
A másik központi szereplő maga dr. Kreutzer, aki a regény elején 80 éves anyját halva találja otthonában. Soha nem szerette őt, múltjából mindig is hiányoztak a pozitív érzelmek. Feleségét sakkban tartja, hogy ne menekülhessen tőle, de válni készül, már albérletbe is költözött. Meglepődik, amikor hónapok óta tartó találkozásaik után Giselle váratlanul nem jelentkezik, és annál inkább kívánja a nőt. Közben egy hivatalos megbízást teljesít.
Mindez ugyanis egy elképzelt országban történik, ahol egy évekkel korábban lezajlott polgárháborút követően megalakították az Egységes Össznemzeti Kormányzóságot (EÖK). A határokat lezárták, visszaállították a halálbüntetést, a lakosság nyomorog, a szegényeket szegregátumokba zárták, általánossá vált az emberek lehallgatása, megfigyelése. Dr. Kreutzert ez a helyzet alig érinti: ő a főváros néhány jómódú, védett kerületeinek egyikében él, a szegénységtől és a piszoktól távol tartja magát, a csak igazolvánnyal látogatható elit boltokban vásárol. A hétköznapokat azonban rendkívüli esemény zavarja meg: az erőmű nukleáris fűtőelemeinek tárolója megsérül. A szivárgó radioaktív sugárzást eltitkolják, csak szmogriadót rendelnek el.
Dr. Kreutzer régi barátjától, a kormányzótól fontos feladatot kap: meg kell vizsgálnia néhány önkéntes alkalmasságát, akiket a veszély elhárítására kiválasztanak. Egyikük egy kémiatanárnő, aki elvesztette a fiát, és most másokon szeretne segíteni; a másik egy darukezelő, akibe villám csapott egy munkán, és bár fizikailag felépült, úgy érzi, megjelölték őt. A pszichiáter egy hirtelen ötlettel a rendelésén megjelenő Albertet – a vélt anyjával való találkozás ígéretével – szintén beszervezi a mentési csapatba. Azután részt vesz az önkénteseket bemutató propagandafilm munkálataiban, nem sejtve, hogy a küldetésnek maga is egyik „önkéntese” lesz.

## Címe
A címben említett majom – Robert J. White amerikai idegsebész 2017-ben végrehajtott állatkísérletének: egy rézuszmajom fejének egy másik rézuszmajom törzsére történt átültetésének eredménye. Az éppen magához térő kísérleti állatról készült fénykép egy folyóiratban valóban megjelent. 
A regény fiktív hőse, dr. Kreutzer Mihály pszichiáter a fotót még fiatalon lefénymásolta, majd később otthona, illetve rendelője falára akasztotta. A majom portréján jól tükröződött, „hogy a roncsolt, két részből összevarrt, meggyötört testbe egyszer csak megérkezett, pontosabban visszatért a csodálkozó, a világ lehetetlenségén megütköző, ámuló lélek. Ez az, ami az orvost már diákként is annyira megragadta, és ami miatt azóta is úgy ragaszkodott ehhez, az eszmélés pillanatát megörökítő felvételhez.” (51–52.) A megütközés, a ráeszmélés pillanatát a történet végén a pszichiáter is átéli.

## Fogadtatása
A könyv 2023-ban elnyerte a Merítés-díj közönségdíját széppróza kategóriában.
A könyvről megjelent recenziók mindegyike foglalkozik a talányosnak tünő címmel, és szintén egyöntetűen állapítják meg, hogy a regény disztópia. Ennek megfelelően kiemelik az ábrázolt társadalmi viszonyok jellegét, és egyes cikkek még a szereplőkre tett hatását is.
- „A műbeli negatív utópia felkavaró sajátossága, hogy az embertelenség mindjobban kiteljesedő rendjével szemben itt nincs semmiféle ellenállás. Az emberek nem lázadnak, nem tiltakoznak. A cselekmény éppenséggel a kollaboráció, illetve az alkalmazkodás súlyosabb-enyhébb fokozatait tárja elénk”.[2] [A pszichiáter]: „A hatalommal lepaktált ember… Egy ilyen hazug, erőszakos, gyanakvó légkör rányomja a bélyegét az intim kapcsolatokra is.”[3] „Egy perverz és nárcisztikus főhős és egy kegyetlen és nárcisztikus politikai-társadalmi berendezkedés tárul elénk ebben a könyvben… A majom szeme egy mozaikosan felépített, a közeli jövőben játszódó történet, amely azokat a folyamatokat gondolja tovább, melyek jelenleg is zajlanak.”[4]

Ezt a gondolatot: hogy a könyvben ábrázolt disztópikus társadalom a mai állapotoktól egyáltalán nem tűnik idegennek vagy távolinak, a legtöbb kritika hangsúlyozza. Több cikkíró szerint azonban a regény alakjainak ábrázolását nem a rendszer jellege, hanem inkább egyéni életútjuk alakulása és pszichológiai motiváltságuk határozza meg.
- „Bár A majom szeme alapvetően disztópia és társadalomkritika, a legerőteljesebb dimenziója mégsem ez, hanem az emberi kapcsolatok sokfélesége, ezeknek a viszonyoknak a minősége.”[5]
- A regényben „…a káros szülői minták és az elődök cselekedeteinek következményei veszélyes módon kapcsolódnak össze: egy manipulációtól terhes, fenyegető jelen rajzolódik ki… [A pszichiáter] maga is mentális zavarokkal küzd. Pszichopátiára való hajlama szembetűnő... [Giselle]: Az életében megrekedt nő… férjével való kapcsolata leginkább a lakásuk sarkaiban tárolt, lábosokban álló vízhez hasonlatos… A majom szeme egyáltalán nem konyhapszichológia: szereplői valós emberek valós problémákkal, disztópikus jellege ellenére nagyon is valósnak érződő világban.”[6]
- „A regény világában két szereplő is kénytelen ráeszmélni: ő is áldozat lett. Giselle a pszichiáter csábításának az áldozata, dr. Kreutzer pedig a saját mohóságának és részvétlenségének. …a nárcizmus, amelyet dr. Kreutzer ösztönösen kifejlesztett magában, védekezés és bosszú: hatalomgyakorlás a nőkön az anya hidegségéért, nemtörődömségéért… Tóth Krisztina ügyesen sodorja és váltogatja a párhuzamos cselekményszálakat, s ezzel jó sűrűvé és feszessé húzza a szöveget.”[7]
- „Kissé homályos ez a világ, kidolgozatlanok a pontos társadalmi viszonyok… A kötet időkezelése nem lineáris, a fejezetek törtek, epizódszerűek; mintha egy novelláskötetet olvasnánk, amelyben a megszokottnál szorosabban kapcsolódnak össze az elveszett életutak”. A kihagyásokra és elhallgatásokra alapozott módszerével az író „a rácsodálkozás pillanatától, az eszmélés varázsától fosztja meg mind a szereplőit, mind az olvasót”.[8]
- Az ÉS kritikusa szerint „az író remekül hasznosítja a benne lévő kiváló költő érzékenységét az alakok apró lelki rezdüléseinek megragadásában... Kamatoztatja a szerző mindazt, amit novellistaként nagyon tud. Ugyanakkor a részek összedolgozása nem mindig zökkenőmentes, a szerkezet furcsa”.[9]